# Ryūju Hino
Ryūju Hino (日野 龍樹 Hino Ryūju?,  Tokio, Japón, 12 de febrero de 1995) es un patinador de patinaje artístico sobre hielo japonés. Hino ha ganado cinco medallas internacionales a nivel senior, siete medallas en el Final del Grand Prix Juvenil, incluyendo el bronce durante la temporada de 2012-13, y ha sido dos veces ganador nacional japonés.

## Carrera
Hino ganó medallas de oro y plata durante la serie 2011-12 del Final del Grand Prix Juvenil y clasificó para el final, donde terminó en el quinto lugar. El mismo año, también ganó el Campeonato Juvenil Japonés.
Durante la temporada de 2012-13 del Grand Prix, Hino ganó la medalla de bronce en Francia y la plata en Austria, además de clasificar para la final en Sochi, Rusia. En la final, Hino superó al patinador estadounidense Jason Brown y ganó la medalla de bronce. Ganó su segundo título nacional juvenil en el Campeonato Juvenil Japonés de 2012.
En la temporada de 2013-14, Hino ganó dos medallas de plata en sus eventos en México y Bielorrusia. Habiendo calificado para su tercer final del Grand Prix, terminó sexto en Fukuoka, Japón. Ganó su primera medalla internacional, un bronce, en el Trofeo Triglav de 2014.

## Programas
| Temporada | Programa corto                                                          | Programa libre                                          | Exhibición |
| --------- | ----------------------------------------------------------------------- | ------------------------------------------------------- | ---------- |
| 2016–2017 | - Artsakh de Ara Gevorgyan                                              | - Quidam (de Cirque du Soleil) por Benoît Jutras        |            |
| 2015–2016 | - Artsakh de Ara Gevorgyan coreo por Natalia Bestemianova y Igor Bobrin | - El rey Arturo de Hans Zimmer coreo por Kenji Miyamoto |            |
| 2014–2015 | - Lunatico de Gotan Project coreo por Kenji Miyamoto                    | - El rey Arturo de Hans Zimmer coreo por Kenji Miyamoto |            |
| 2013–2014 | - TaTaKu (best of Kodo) de Tetsuro Naito, Motofumi Yamaguchi            | - Romeo y Julieta de Serguéi Prokófiev                  |            |
| 2012–2013 | - TaTaKu (best of Kodo) de Tetsuro Naito, Motofumi Yamaguchi            | - Robin Hood: príncipe de los ladrones de Michael Kamen |            |
| 2011–2012 | - Russian Sailors' Dance de Reinhold Glière                             | - The Matrix Revolutions de Don Davis y Ben Watkins     |            |
| 2010–2011 | - Russian Sailors' Dance de Reinhold Glière                             | - Don Quijote de Ludwig Minkus                          |            |
| 2007–2008 | - Danza del sable (de Gayaneh) por Aram Jachaturián                     |                                                         |            |

## Aspectos competitivos

### 2010–11 - presente

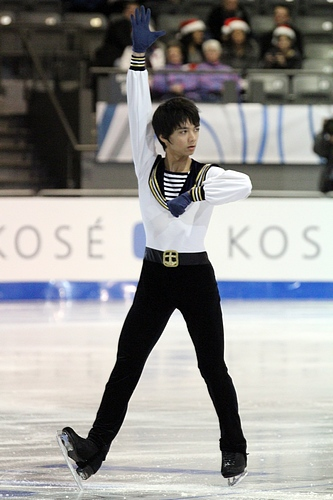
Hino en el Final del Grand Prix Juvenil de 2011.

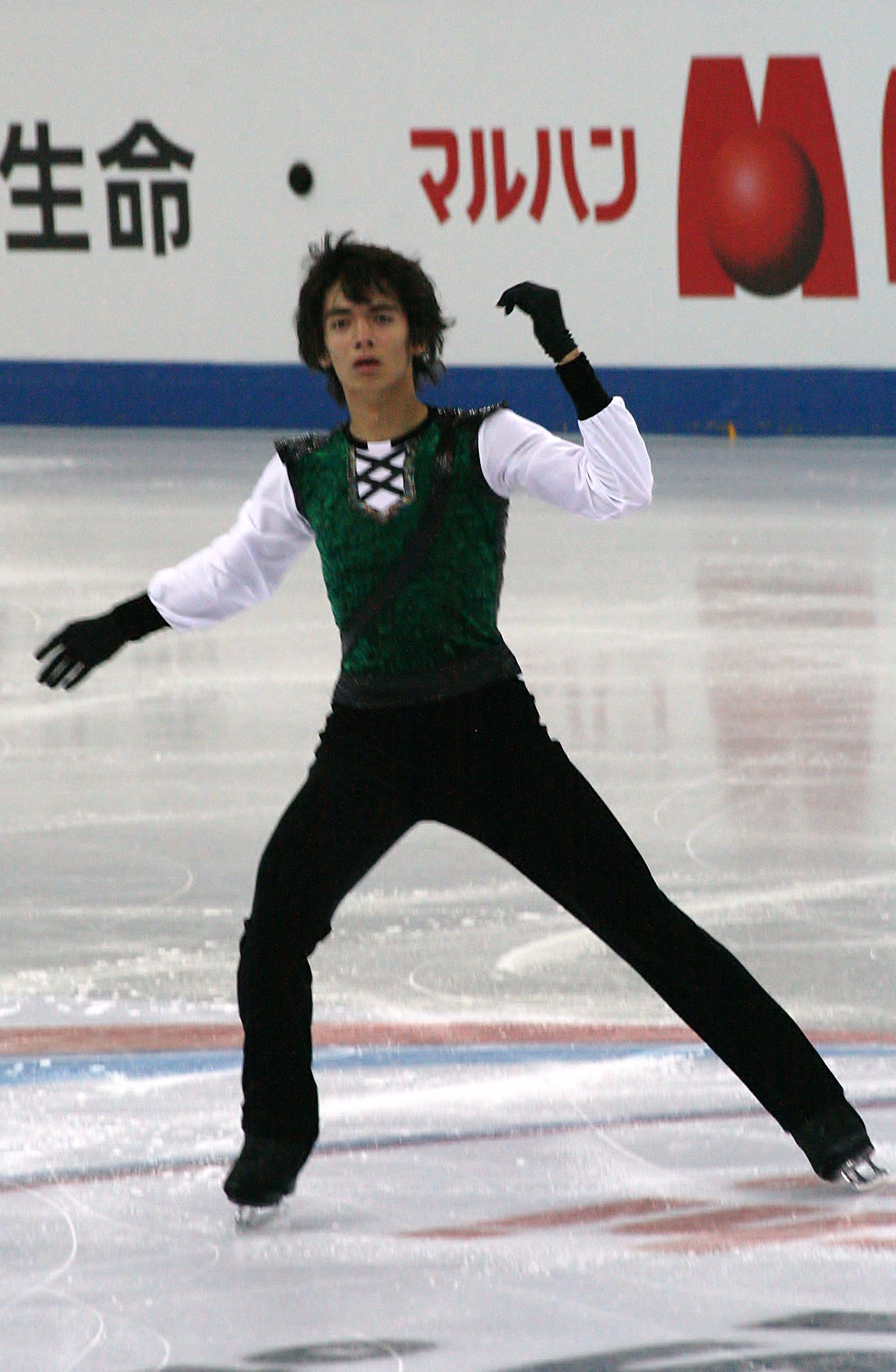
Hino en el Final del Grand Prix Juvenil de 2012.

| Internacional           | Internacional | Internacional | Internacional | Internacional | Internacional | Internacional | Internacional | Internacional |
| Evento                  | 10–11         | 11–12         | 12–13         | 13–14         | 14–15         | 15–16         | 16–17         | 17–18         |
| ----------------------- | ------------- | ------------- | ------------- | ------------- | ------------- | ------------- | ------------- | ------------- |
| GP Trofeo NHK           |               |               |               |               |               |               | 9.º           |               |
| CS Trofeo Finlandia     |               |               |               |               |               | 6.º           | 11.º          |               |
| CS Trofeo Nebelhorn     |               |               |               |               | 10.º          |               |               |               |
| CS Trofeo Ondrej Nepela |               |               |               |               |               |               |               | 11.º          |
| Trofeo Asiático         |               |               |               |               |               |               |               | 2.º           |
| Bavarian Open           |               |               |               |               |               | 3.º           | 4.º           |               |
| Challenge Cup           |               |               |               |               | 3.º           |               |               |               |
| Trofeo Egna Spring      | 6.º           |               |               |               |               |               |               |               |
| Copa de Merano          |               |               |               |               | 1.º           |               |               |               |
| Coupe du Printemps      |               |               |               | 2.º           |               |               |               |               |
| Trofeo Triglav          |               |               |               | 3.º           |               |               |               |               |
| Universiade             |               |               |               |               | 8.º           |               | 6.º           |               |
| Internacional: Juvenil  |               |               |               |               |               |               |               |               |
| Campeonato Juvenil      |               | 9.º           | 10.º          |               |               |               |               |               |
| JGP Grand Prix Final    |               | 5.º           | 3.º           | 6.º           |               |               |               |               |
| JGP Austria             |               |               | 2.º           |               |               |               |               |               |
| JGP Bielorrusia         |               |               |               | 2.º           |               |               |               |               |
| JGP Francia             | 5.º           |               | 3.º           |               |               |               |               |               |
| JGP Japón               | 12.º          |               |               |               |               |               |               |               |
| JGP Letonia             |               | 1.º           |               |               |               |               |               |               |
| JGP México              |               |               |               | 2.º           |               |               |               |               |
| JGP Rumania             |               | 2.º           |               |               |               |               |               |               |
| Nacionales              |               |               |               |               |               |               |               |               |
| Campeonato de Japón     | 13.º          | 10.º          | 10.º          | 12.º          | 9.º           | 8.º           | 4.º           |               |
| Campeonato Juvenil      | 3.º           | 1.º           | 1.º           | 3.º           |               |               |               |               |

### 2006–07 a 2009–10
| Internacional       | Internacional | Internacional | Internacional | Internacional |
| Event               | 2006–07       | 2007–08       | 2008–09       | 2009–10       |
| ------------------- | ------------- | ------------- | ------------- | ------------- |
| Trofeo Asiático     |               | 1.º           |               |               |
| Trofeo Egna Spring  |               | 1.º           |               |               |
| Trofeo Mladost      | 2.º           |               |               |               |
| Nacionales          |               |               |               |               |
| Campeonato de Japón |               |               |               | 18.º          |
| Campeonato Juvenil  | 10.º          | 10.º          |               | 4.º           |
| Japan Novice        |               | 3.º           |               |               |